# Serhijiwka (obwód ługański)
Serhijiwka (ukr. Сергіївка) – wieś na Ukrainie, w obwodzie ługańskim, w rejonie swatowskim. W 2001 liczyła 20 mieszkańców.